# Campeonato nacional de Estados Unidos 1926
Lista de los campeones del Campeonato nacional de Estados Unidos de 1926:

## Senior

### Individuales masculinos
René Lacoste vence a  Jean Borotra, 6–4, 6–0, 6–4

### Individuales femeninos
Molla Bjurstedt Mallory vence a  Elizabeth Ryan, 4–6, 6–4, 9–7

### Dobles masculinos
Richard Norris Williams /  Vincent Richards vencen a  Bill Tilden /  Alfred Chapin, 6–4, 6–8, 11–9, 6–3

### Dobles femeninos
Elizabeth Ryan /  Eleanor Goss vencen a  Mary K. Browne /  Charlotte Chapin, 3–6, 6–4, 12–10

### Dobles mixto
Elizabeth Ryan /  Jean Borotra vencen a  Hazel Hotchkiss Wightman /  René Lacoste, 6–4, 7–5
| Predecesor: 1925                         | Campeonato nacional de Estados Unidos 1926 | Sucesor: 1927                         |
| Predecesor: Campeonato de Wimbledon 1926 | Grand Slam 1926                            | Sucesor: Campeonato de Australia 1927 |

- Datos: Q2410738